# Sköldazurläpp
Sköldazurläpp (Lallemantia peltata) är en kransblommig växtart som först beskrevs av Carl von Linné, och fick sitt nu gällande namn av Fisch. och Carl Anton von Meyer. Enligt Catalogue of Life ingår Sköldazurläpp i släktet azurläppar och familjen kransblommiga, men enligt Dyntaxa är tillhörigheten istället släktet azurläppar och familjen kransblommiga. Arten förekommer tillfälligt i Sverige, men reproducerar sig inte. Inga underarter finns listade i Catalogue of Life.